# UFC Fight Night: Mousasi vs. Hall 2
UFC Fight Night: Mousasi vs. Hall 2（ユーエフシー・ファイトナイト：ムサシ・バーサス・ホール・ツー、別名UFC Fight Night 99）は、アメリカ合衆国の総合格闘技団体「UFC」の大会の一つ。2016年11月19日、北アイルランド・アントリム県ベルファストのオデッセイ・アリーナで開催された。

## 大会概要
本大会ではゲガール・ムサシとユライア・ホールによるミドル級戦が組まれた。
BAMMAヘビー級王者マーク・ゴッドビアー、CWFCウェルター級王者ジャック・マーシュマン、キャリア12戦全勝のブレット・ジョーンズ、9戦全勝のPXCバンタム級王者クァク・グァンホ、6戦全勝のアブドゥル・ラザク・アルハッサンがUFCデビュー。

## 試合結果

### プレリミナリーカード
第1試合 ウェルター級 5分3R
○  アブドゥル・ラザク・アルハッサン vs.  チャーリー・ウォード ×
1R 0:53 KO（右フック）
第2試合 バンタム級 5分3R
○  ブレット・ジョーンズ vs.  クァク・グァンホ ×
3R終了 判定3-0（30-27、30-27、30-27）
第3試合 女子バンタム級 5分3R
○  マリオン・レノー vs.  ミラナ・ドゥディエヴァ ×
3R 3:03 TKO（パウンド＆肘打ち）
第4試合 78.3kg契約 5分3R
○  ザック・カミングス vs.  アレクサンドル・ヤコブレフ ×
2R 4:02 ストレートアームバー
※カミングスの体重超過によりウェルター級から変更。
第5試合 ヘビー級 5分3R
○  ジャスティン・レデット vs.  マーク・ゴッドビアー ×
1R 2:16 リアネイキッドチョーク
第6試合 女子ストロー級 5分3R
○  アマンダ・クーパー vs.  アンナ・エルモセ ×
3R終了 判定3-0（30-27、29-28、29-28）
第7試合 ライト級 5分3R
○  ケビン・リー vs.  マゴメド・ムスタファエフ ×
2R 4:31 TKO（リアネイキッドチョーク）
第8試合 フライ級 5分3R
○  堀口恭司 vs.  アリ・バガウティノフ ×
3R終了 判定3-0（30-27、30-27、30-27）
第9試合 ミドル級 5分3R
○  ジャック・マーシュマン vs.  マグナス・セデンブラッド ×
2R 3:32 TKO（パウンド）

### メインカード
第10試合 フェザー級 5分3R
○  アルテム・ロボフ vs.  石原夜叉坊 ×
3R終了 判定3-0（30-27、30-27、29-28）
第11試合 ヘビー級 5分3R
○  アレキサンダー・ヴォルコフ vs.  ティモシー・ジョンソン ×
3R終了 判定2-1（29-28、27-30、29-28）
第12試合 ライト級 5分3R
○  スティーヴィー・レイ vs.  ロス・ピアソン ×
3R終了 判定2-1（27-30、30-27、30-27）
第13試合 ミドル級 5分5R
○  ゲガール・ムサシ vs.  ユライア・ホール ×
1R 4:37 TKO（パウンド）

### 各賞
ファイト・オブ・ザ・ナイト：　該当者なし
パフォーマンス・オブ・ザ・ナイト： ジャック・マーシュマン、ケビン・リー、ジャスティン・レデット、アブドゥル・ラザク・アルハッサン
各選手にはボーナスとして5万ドルが授与された。

### カード変更
負傷などによるカードの変更は以下の通り。